# BP (기업)

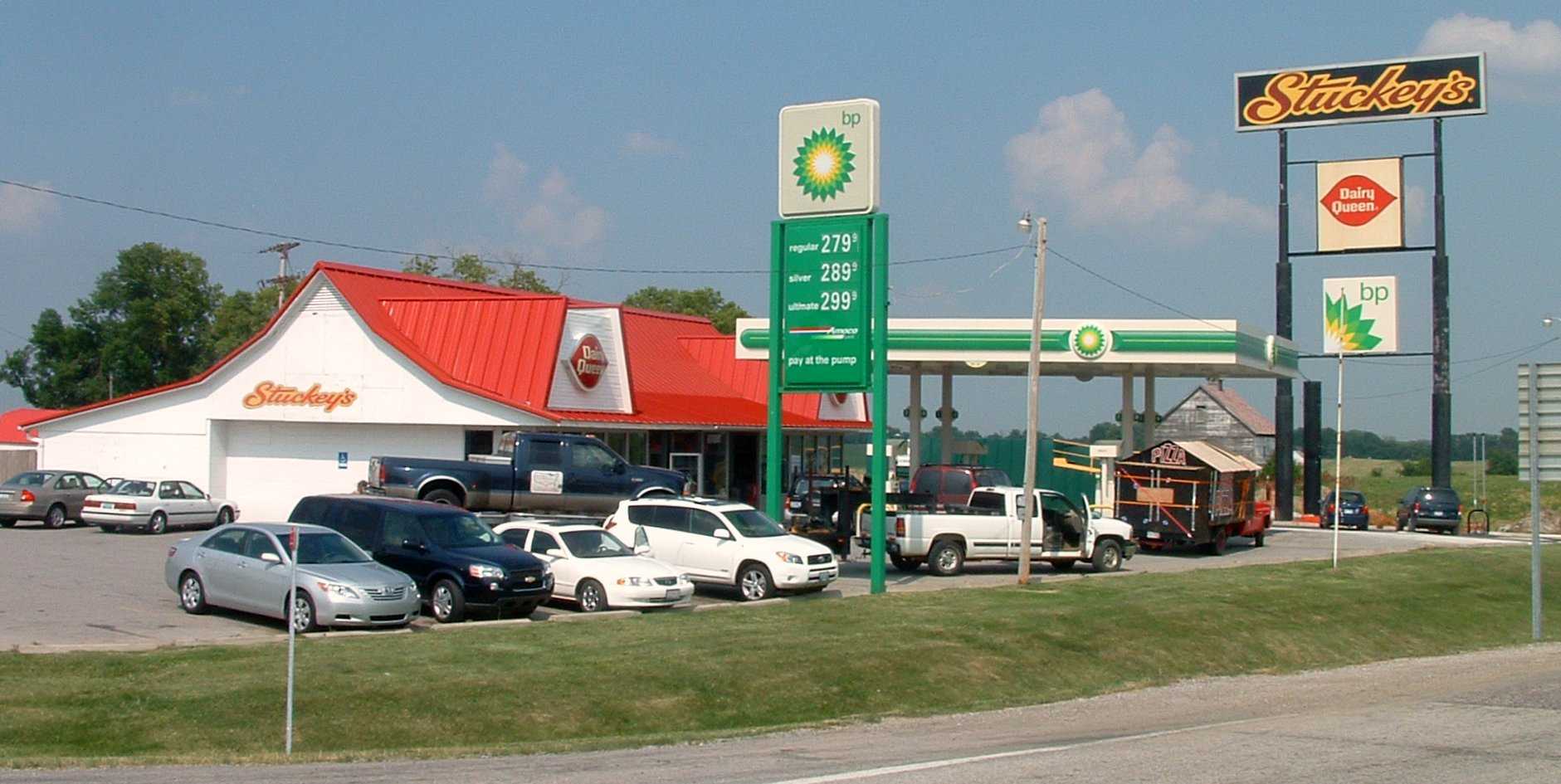

BP plc는 영국 최대의 기업이며, 미국 엑슨모빌에 이어 세계 2위의 석유 회사이다. 세계에서 3번째로 큰 다국적 에너지 기업이다. 예전에 브리티시 페트롤륨(영어: British Petroleum)이라고도 불렸던 BP는, 영국 런던에 본사를 두고 있다. 비욘드 페트롤륨(영어: Beyond Petroleum)은 BP의 슬로건이다. 계열사로는 편의점 브랜드인 am/pm과 윤활유 제조 업체이자 롤스로이스 지정 윤활유 회사인 캐스트롤 등이 있다.

## 역사

### 1909년 ~ 1954년
1908년 5월 영국 지질학자들이 이란 마스제드 솔레이만에 대량의 석유가 매장되어 있다는 것을 알아낸다.

## 같이 보기
- 딥워터 호라이즌 기름 유출 사고